# 雷神公司
雷神公司（英語：Raytheon Company）是一間美國的大型國防工業承包商，總部設在麻薩諸塞州的沃尔瑟姆。雷神在世界各地的雇員有73,000名，營業額約200億美元，其中超過90%來自國防合約。根據Defense News 2005年的數據雷神是世界第五大國防合約商。2020年與聯合技術公司合併為雷神技术公司。

## 歷史
兩位前學校室友勞倫斯·K·馬歇爾和凡尼瓦·布希與科學家查理·G·史密斯三人在1922年在麻薩諸塞州的劍橋成立了「美國电器公司」(American Appliance Company)，此公司的第一件產品基於史密斯過去的研究所發展的一種氦整流器，此管被命名為雷神（Raytheon，意即：神之光）並被用在交流電轉接盒上，一種用插座取代大型電池為無線電接收器供電的產品。公司名稱在1925年改為雷神。
第二次世界大戰時，雷神從製造供雷達使用的磁控管開始，進而生產整個雷達系統。在1945年，雷神公司的培西·史賓賽（Percy Spencer）發明了微波爐，他發現磁控管也能用來烹飪食物。在1948年雷神開始製造導向飛彈，戰後那幾年雷神也製造無線電和電視發送器與相關產品，並取得D. C. Heath出版社參與教育類出版產業。雷神在1950年代開始參與電晶體製造，產品包括很受歡迎的CK722，販賣對象為業餘愛好者。
雷神公司在1980年取得畢琪飛機製造公司，1993年取得英國航太（BAE）商務客機生產線，這兩項購案所得在1994年合併後成立雷神飛機公司。
在1990年代中期，雷神購得E-系統公司和德州儀器公司的軍事相關事業。1997年雷神從通用汽車公司手中購得休斯飛機公司，此購案包含一些休斯之前購買的產品的生產線，包括從通用動力公司買來的飛彈事業、Delco電子的軍武部門和Magnavox電子系統公司，這些購案和合併案使雷神公司增加許多重要生產能力。
2019年6月10日，由柯林斯航空系统和普惠组成的新聯合技術公司將與雷神公司以換股方式合併，總值達1210億美元，新公司將改名為雷神科技公司（Raytheon Technoloiges），聯合技術公司股東將持有新公司的57%股份，新公司成為美國第二大航空航太和國防公司。
2020年4月3日，雷神公司完成與聯合技術公司的合併，雷神技术公司成立。總部設在康乃狄克州法明頓。

## 事業
雷神公司有七大主要事業，包括：

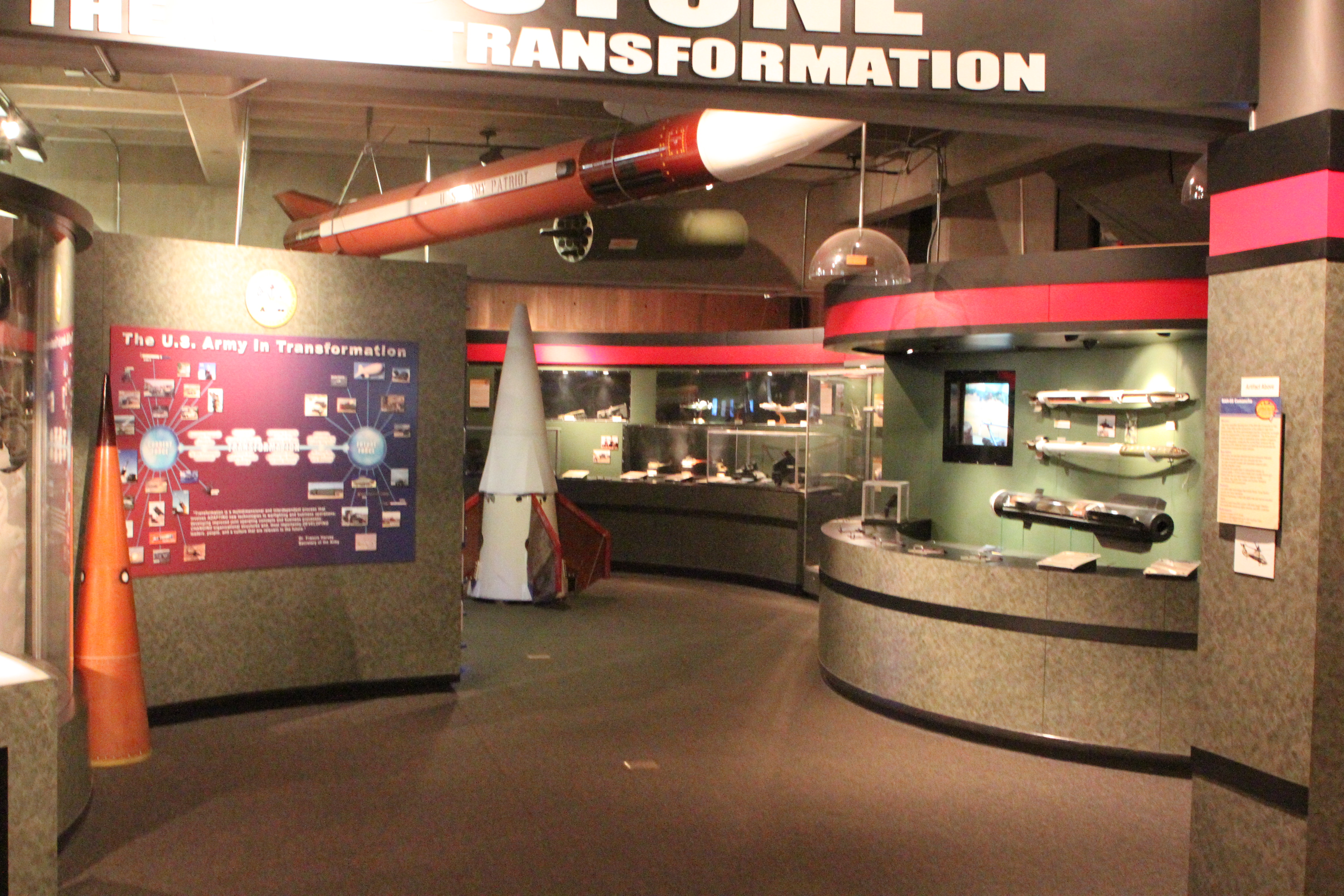
美國火箭中心的雷神攤位

- 雷神防衛系統公司，本部設在麻薩諸塞州的Tewksbury，總經理是Dan Smith
- 雷神情報和資訊系統公司，本部設在德州的Garland，總經理是Mike Keebaugh
- 雷神飛彈系統公司，本部設在亞利桑那州的Tucson，總經理是Taylor Lawrence
- 網路中央系統公司，本部設在德州的McKinney，總經理是Colin Schottlaender
- 雷神飛機公司，本部設在堪薩斯州的Wichita，董事長是James E. Schuster
- 雷神技術服務公司，本部設在維吉尼亞的Reston，總經理是Bryan Even
- 雷神太空暨空用系統公司，本部設在加州的El Segundo，總經理是Rick Yuse

## 產品

### 雷達和感測器
雷神公司在雷達（包括AESA）、光電感測器和其它供陸、海、空軍事設備使用的先進電子系統是世界領先的研發和製造商，例子包括：
- F-15鷹式戰鬥機使用的APG-63和APG-70雷達
- F/A-18黃蜂式戰鬥攻擊機使用的APG-65、APG-73和APG-79雷達
- F-22猛禽戰鬥機使用的AN/APG77雷達（與諾斯洛普‧格魯曼公司合作發展）
- F-14D雄貓式戰鬥機使用的APG-71雷達
- B-2隱形轟炸機使用的APQ-181雷達
- ALR-67和ALR-69A雷達預警接收器
- ALQ-184電子作戰夾艙
- ALQ-228先進前視紅外線標定裝置夾艙
- RQ-4全球鷹偵察機的整合感測套件
- 搜尋海面目標的SeaVue系列雷達
- 機動雷達如AN/TPQ-36迫擊炮定位雷達、TPQ-37尋火者雷達（英语：AN/TPQ-37 Firefinder radar）和AN/MPQ-64 哨兵雷達
- 大型固定式雷達如鋪路爪長程預警雷達、彈道飛彈預警系統（英语：Ballistic Missile Early Warning System）和美國國家飛彈防禦系統的X波段雷達（XBR）
- 戰區高空防禦飛彈“薩德”車載AN/TPY-2搜索追蹤雷達

### 電子戰裝備
- AN/SLQ-32艦上電戰系統（英语：AN/SLQ-32）
- AN/ALE-50拖曳誘餌系統

### 衛星感測器
雷神常和波音公司、洛克希德‧馬汀和諾斯洛普‧格魯曼聯合參與衛星感測器事業，設在加州El Segundo的太空暨空用系統公司的主要項目即此，這是雷神從休斯繼承而來的事業，例子包括：
- 為彈道飛彈防禦而研發的太空追蹤和監視系統（STSS），雷神負責建造它的感測器酬載。

El Segundo場也是雷神雷射產品優秀的研發和生產中心
- 雷神公司的海軍多頻終端機（NMT）是第一種能用低和中級資料速率波形成功登入美國軍事戰略戰術中繼衛星（Milstar）並與之通訊的先進下世代衛星通訊終端機。

此系統為海軍指揮官和水手提供了更大的資料容量，並加強了對敵方攔截和干擾的防護。

### 通訊
- 雷神公司的通用控制系統（UCS）是一種無人飛行系統（UAS）的「座艙」，此系統在提供操作多架無人機的能力的同時革命性的改善了操作員覺察能力和效率，並降低事故可能。
- 雷神也生產軟體無線通訊器和數位通訊系統在軍事方面使用如聯合接戰能力（CEC），並且參與美國海陸區域網路（NMCI）、梯隊系統（ECHELON）和聯合戰術終端（JTT）等計劃。

### 放射性物質探測系統
作為此公司正成長中的本土安全事業的一部份和戰略焦點，雷神與其他承包商合作發展了先進分光鏡入口（ASP），使得國境官員得以看穿運輸工具和集裝箱有無放射性物質。

### 飛彈防禦系統
雷神在陸基中途防禦系統的架構內發展了一種陸基攔截器（GBI），包括噴射飛彈和外大气层动能杀伤拦截器（EKV）。

### 半導體
雷神也製造供電子產業用的半導體，在20世紀末他曾生產種類廣泛的積體電路和其它元件，但從2003年起他的半導體事業專攻供無線電通訊用的砷化鎵（GaAs）元件，他也正嘗試研發供下世代雷達和無線電使用的氮化鎵元件。

### 飛彈
雷神是飛彈及相關飛彈防禦系統的領先研發商，例子包括：
- AGM-65小牛飛彈
- MIM-23鷹式飛彈
- AGM-129先进巡航导弹
- AGM-154聯合遠距攻擊武器
- FGM-148標槍飛彈

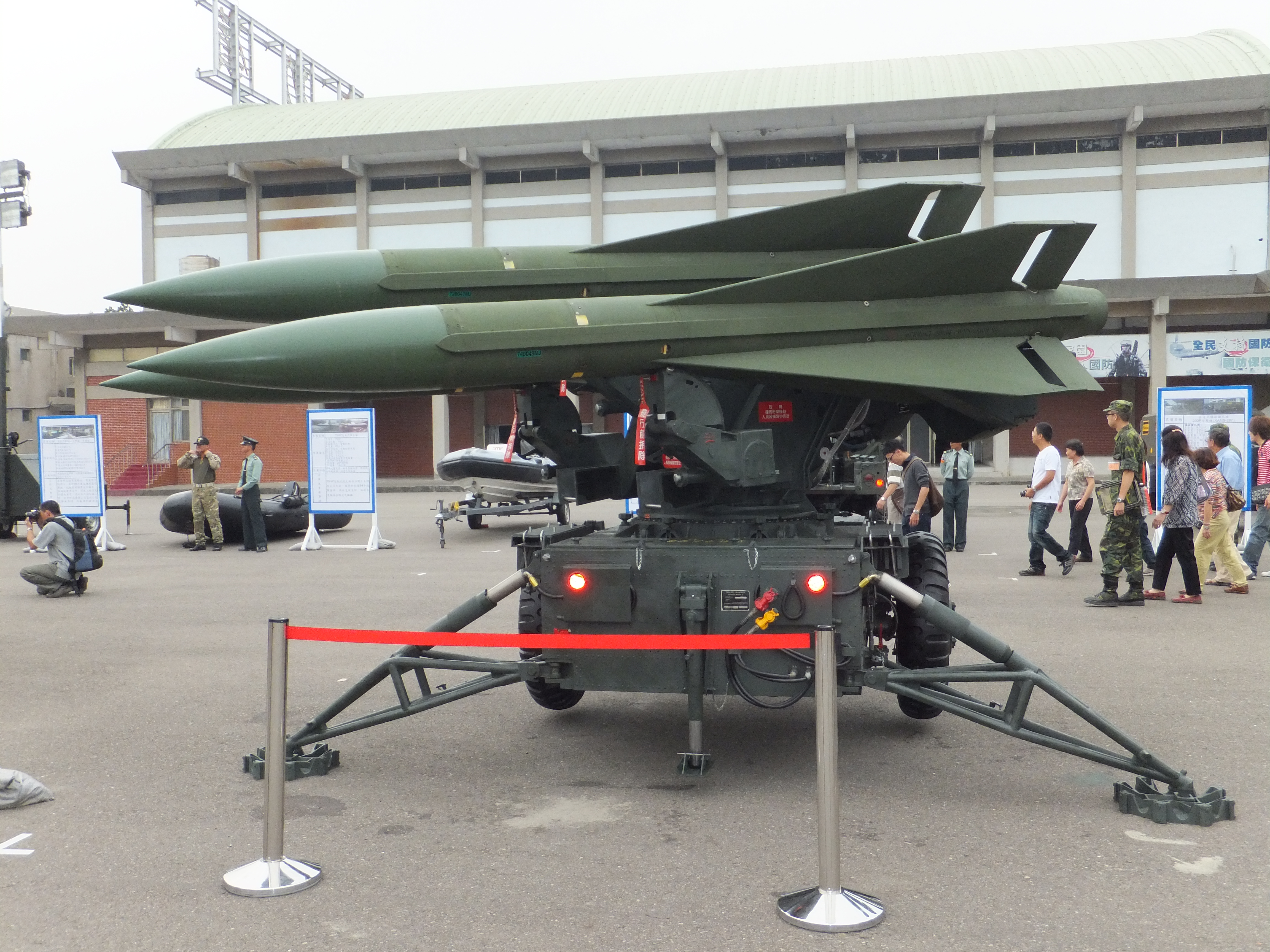
鷹式飛彈

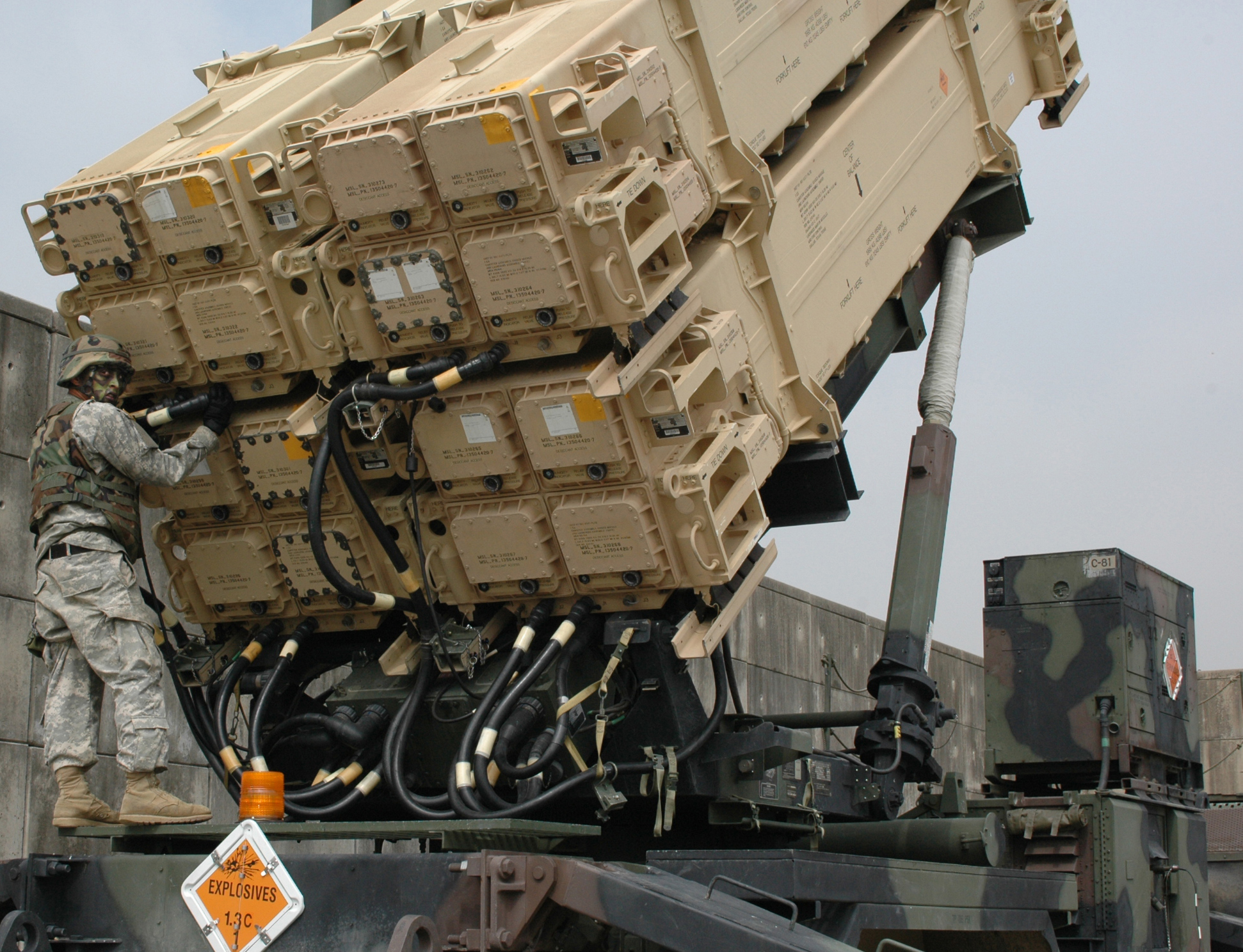
愛國者3型

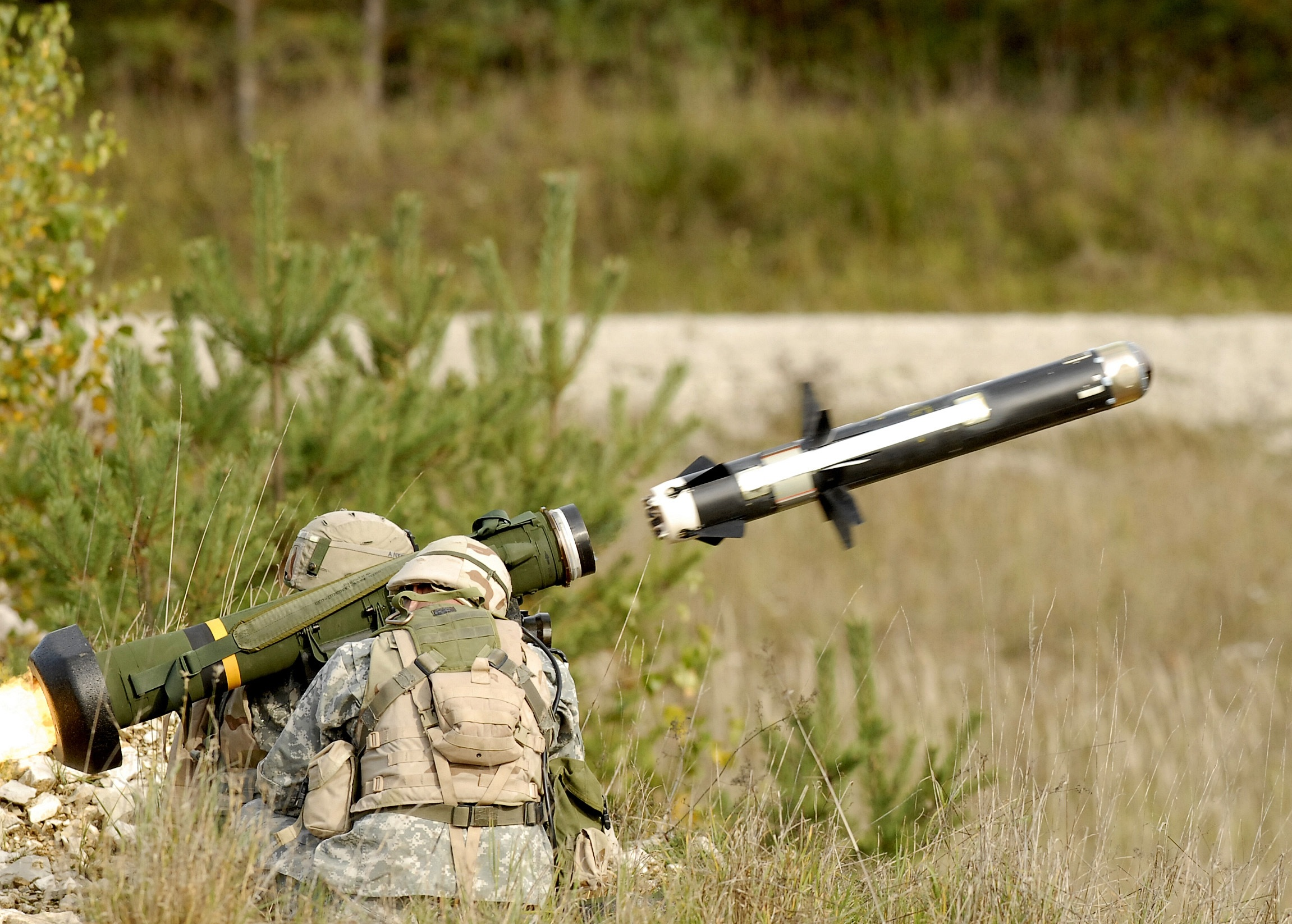
FGM-148標槍飛彈

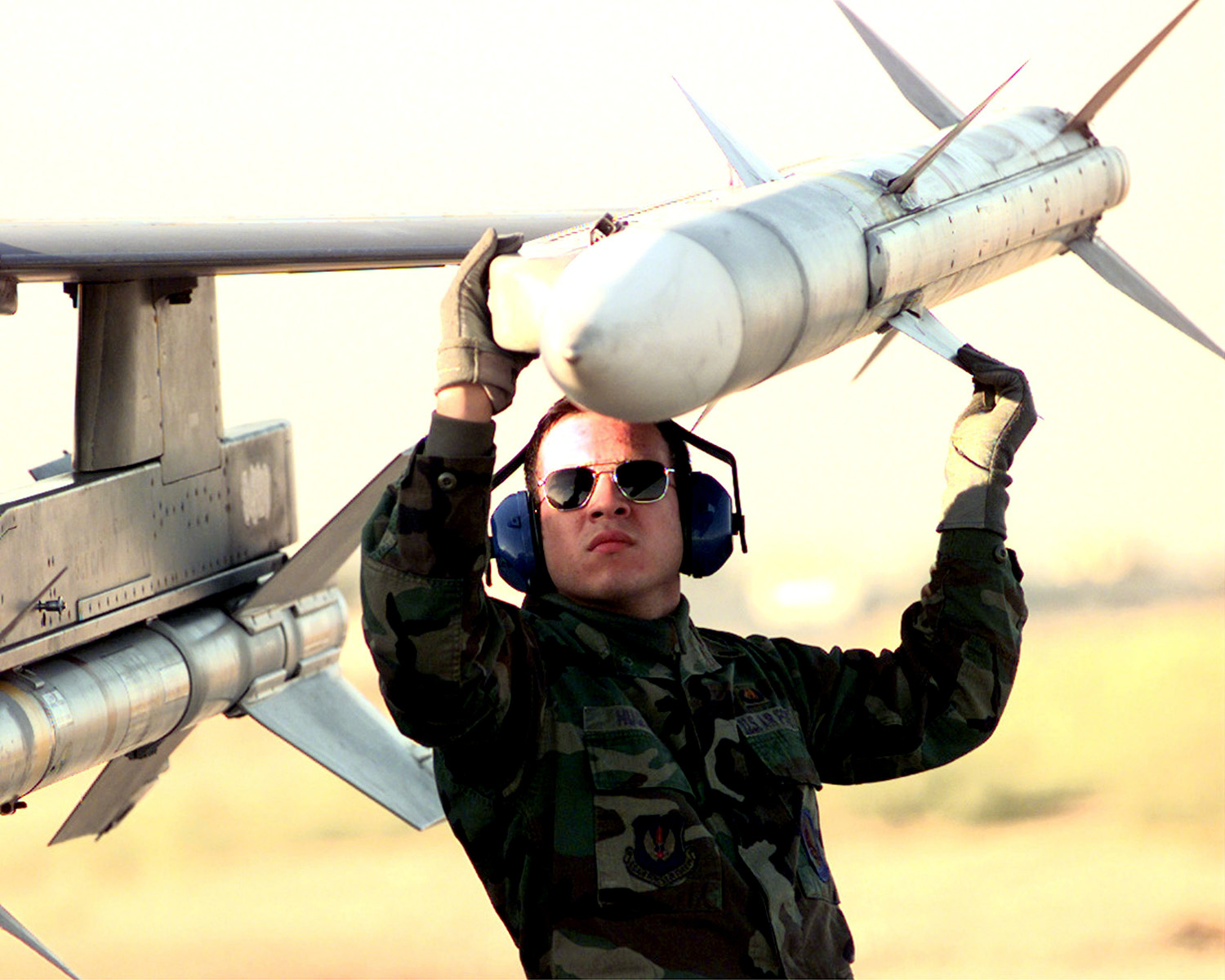
AIM-120飛彈

- FIM-92刺針便攜式防空飛彈（AIM-92）
- AIM-7麻雀飛彈
- AIM-9響尾蛇飛彈
- AIM-120先進中程空對空飛彈
- BGM-109戰斧巡弋飛彈
- MIM-104愛國者飛彈
- RIM-161标准三型导弹（标准3）
- RIM-174标准导弹（标准6）

### 高科技模擬器
雷神公司也為訓練總部製造和運作先進戰場電腦模擬器（ABACUS）和高級隊形訓練器（HFT）供從小型專門部隊到軍層級對象使用。

### 商務客機
雷神公司用畢琪飛機公司和霍克飛機公司的名稱生產一些企業用噴射機，雷神公司目前只生產兩種軍用飛機，T-6 Texan II和T-1 Jayhawk，兩者皆是為空軍生產的教練機。民用生產線重命名為霍克畢琪飛機公司後賣給Onex企業。

## 新聞和重要事件

### 911事件
四名在出差途中的雷神員工死於911恐怖攻擊事件
美國航空第11號班機
- Peter Gay，54歲，Electronic Systems副總經理，前往El Segundo途中。
- Kenneth Waldie，46歲，Electronic Systems品質控制主管。
- David Kovalcin，42歲，Electronic Systems機械工程主管。

美國航空第77號班機
- Stanley Hall，68歲，電子戰計畫室主任。

### 史瓦森的不成文管理準則
2006年4月24日，在遭紐約時報披露後，雷神史瓦森董事長兼總裁發佈一份聲明，承認《史瓦森的不成文管理準則》內的一些內容並非自己所寫，2006年5月2日，雷神停止散發此書，次日，公司董事會宣佈：「對於此事，董事會決定不將史瓦森先生的薪資升超出2005年的水準，並將他明年可得的限制性股票減少20%。」

### NBC指控陸軍招標不公平
2006年9月，NBC一份關於陸軍反RPG系統招標的報導，掀起陸軍招標是否公平的疑問。
從一開始，這份報導便招至眾多批評，索倫森少將（Major General Sorenson），陸軍武獲室副秘書長，詳細反駁此份報導，空陸軍戰術小組委員會的頂尖民主黨議員，夏威夷的尼爾·艾貝康比（Neil Abercrombie）和小組主席賓州的科特·威爾登（Curt Weldon），也強烈抨擊NBC的報導粗糙，委員會已要求總審計局進行調查。

### 自願下市
2006年10月27日，雷神宣佈將計畫從NYSE Arca（前太平洋證交所）和芝加哥證交所下市，理由為降低行政負擔。

### 合并
2019年6月10日，由柯林斯航空系统和普惠组成的聯合技術公司意與雷神公司以換股方式合併，總值達1210億美元。后新公司更名為雷神科技公司（Raytheon Technoloiges），聯合技術公司股東將持有新公司的57%股份，新公司成為美國第二大航空航太和國防公司。

### 欺诈行贿
2024年10月16日，美国司法部宣布，雷神公司被指控欺诈政府和海外行贿，其同意支付超过9.5亿美元罚款。雷神公司被指虛構成本价，虚假抬高成本价，欺骗美国政府。雷神公司為获得卡塔尔军方的合同，還向卡塔尔高级别官员行贿。

## 外部連結
- Raytheon Company （页面存档备份，存于）
- - Raytheon的商業數據：Google Finance
  - Yahoo! Finance
  - Reuters
  -  SEC filings
- Raytheon Company Semiconductor Division Files Kept to Monitor the Electronics Industry, 1965–1986 （页面存档备份，存于）(call number M0661; 11.5 linear ft.) are housed in the Department of Special Collections and University Archives at Stanford University Libraries
- Direct political contributions （页面存档备份，存于）
- Raytheon Company Political Action Committee 2012 political contributions

42°24′20.1″N 71°16′57.8″W / 42.405583°N 71.282722°W